# Fürstentum Waranda

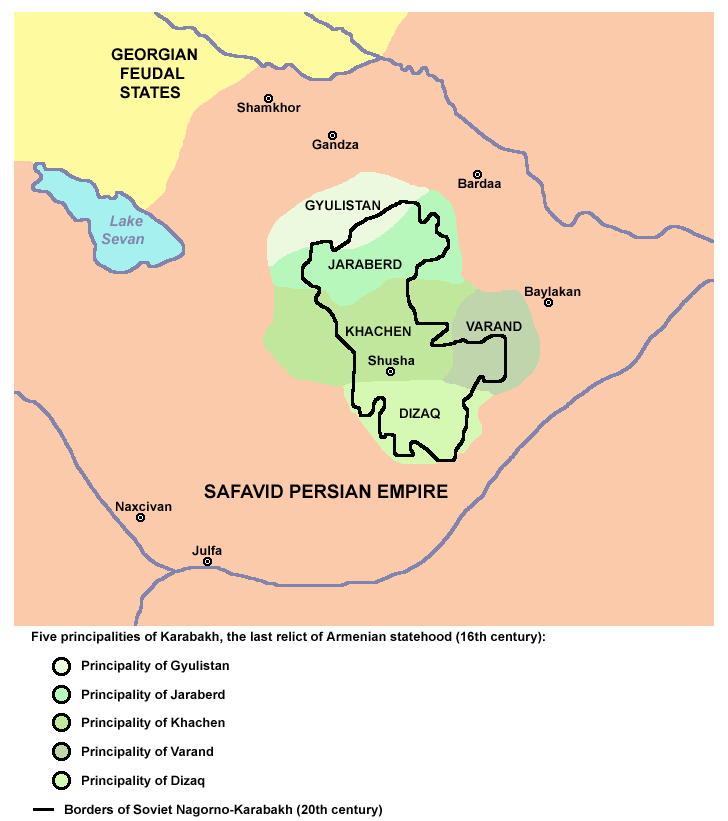
Waranda innerhalb der Fünf Fürstentümer von Karabach.

Das Fürstentum Waranda war eines der fünf armenischen Fürstentümer in der Region Karabach, das im südlicheren zentralen Teil von Bergkarabach lag. Hauptort war Awetaranoz. Die herrschenden Meliks (Fürsten) von Waranda gehörten lange zur Familie Schahnasarjan. Diese lebten vor ihrem Aufstieg zur Macht in Waranda in einem Gebiet um den Sewansee. Von dort sind sie geflohen und erhielten 1606 von Schah Abbas das bis dahin von anderen Melik-Familien regierte Gebiet in Bergkarabach als Lehen.
In der zweiten Hälfte des 18. Jahrhunderts verbündete sich der Melik von Waranda mit Panah Ali Khan (1693–1761), dem Begründer des Khanat Karabach, gegen die anderen armenischen Meliks. Schließlich unterwarf Panah Ali Khan alle Meliktümer einschließlich Waranda und gliederte sie 1750 in das Khanat Karabach ein. Dieses wurde später ein Vasallenstaat Irans. Nach dem Russisch-Persischen Krieg wurde mit dem Frieden von Gulistan 1813 Karabach und damit Waranda an das Russische Kaiserreich abgetreten, in dem das Fürstentum aufging.